# Famelica pacifica
Famelica pacifica é uma espécie de gastrópode do gênero Famelica, pertencente a família Raphitomidae.